# NGC 3717
NGC 3717 is een spiraalvormig sterrenstelsel in het sterrenbeeld Waterslang. Het hemelobject werd op 29 april 1834 ontdekt door de Britse astronoom John Herschel.

## Synoniemen
- ESO 439-15
- MCG -5-27-15
- UGCA 238
- AM 1129-300
- IRAS11290-3001
- PGC 35539